# Calodactylodes aureus
El gecko dorado de la India o lagartija dorada (Calodactylodes aureus) es una especie de geco de la familia Gekkonidae. Es endémico del oriente de la India, ha sido encontrado en pocos sitios en la cordillera de los Ghats orientales, por ejemplo en las colinas de Tirupathi o Tirumala, en las colinas de Papikonda y cerca del valle de Araku, en Andhra Pradesh; en las colinas de Balamadi cerca de Vellore, Tamil Nadu y en las colinas Niyamgiri en Rayagada y Kalahandi, Orissa.

## Descripción
Puede alcanzar alrededor de 16 cm de longitud total: en promedio el cuerpo mide 8,4 cm y la cola 7,7 cm. El cuerpo está cubierto por pequeñas escamas granulares, entremezcladas con protuberancias. Tiene escamas que sobresalen en la parte posterior, una cabeza relativamente grande en relación con el cuerpo. Los dedos tienen garras retráctiles. Presenta poros femorales.